# Armand Gaétan Razafindratandra
Armand Gaétan Razafindratandra (ur. 7 sierpnia 1925 w Ambohimalaza, zm. 9 stycznia 2010 w Mahajanga), madagaskarski duchowny katolicki, arcybiskup Antananarivo, kardynał.

## Życiorys
Był wnukiem gubernatora Tananarive (obecnie Antananarivo). Studiował w seminariach w Ambohipo i Ambatoroka, przyjął święcenia kapłańskie 27 lipca 1954 w Tananarive. Uzupełniał studia w Instytucie Katolickim w Paryżu (1954-1956). Po powrocie na Madagaskar zajmował się pracą duszpasterską, założył Krajowy Ośrodek Katechetyczny, którym kierował przez 10 lat. Był także rektorem seminarium w Faliarivo, dyrektorem duchowym seminarium w Ambatoroka.

### Biskup
27 kwietnia 1978 mianowany biskupem Majunga, (od 28 października 1989 zmiana nazwy na Mahajanga – diecezja Mahajanga) przyjął sakrę biskupią 2 lipca 1978 z rąk kardynała Victora Razafimahatratry SJ (arcybiskupa Tananarive). Był jednym z założycieli ekumenicznej Komisji Teologicznej, która znacząco wpłynęła na rozwój demokracji na Madagaskarze.

### Kardynał
W lutym 1994 został następcą zmarłego kardynała Razafimahatratry na stolicy arcybiskupiej Antananarivo (już po zmianie nazwy Tananarive), a 26 listopada tego samego roku Jan Paweł II wyniósł go do godności kardynalskiej, nadając tytuł prezbitera Santi Silvestro e Martino ai Monti.
Brał udział w sesjach Światowego Synodu Biskupów w Watykanie, w tym w sesji specjalnej dla Kościoła Afryki wiosną 1994; wchodził w skład sekretariatu generalnego tej sesji. We wrześniu 1999 był specjalnym wysłannikiem papieża na obchodach 100-lecia ewangelizacji diecezji Antsirabe. W lipcu 1994 pełnił funkcję administratora apostolskiego sede vacante ed at nutum Sanctae Sedis Miarinavo. W latach 1996–2002 pełnił funkcję przewodniczącego Konferencji Episkopatu Madagaskaru.
Był jednym z najstarszych kardynałów uprawnionych do wyboru papieża na konklawe po śmierci Jana Pawła II (kwiecień 2005). Kilka miesięcy później wraz z ukończeniem 80. roku życia utracił prawo udziału w konklawe, a 7 grudnia 2005 złożył na ręce papieża Benedykta XVI rezygnację z rządów archidiecezją Antananarivo.
W 2009 brał udział w Specjalnym Zgromadzeniu Synodu Biskupów, które było poświęcone problemom Kościoła w Afryce.